# Jejuri
Jejuri (Marathi: जेजुरी) ist eine Stadt mit ca. 20.000 Einwohnern im Westen des indischen Bundesstaats Maharashtra. Die Kleinstadt ist ein wichtiges Zentrum des Khandoba-Glaubens, einer in Maharashtra weit verbreiteten Untergruppe des Shivaismus.

## Lage und Klima
Jejuri liegt in einer Höhe von knapp 720 m auf dem Dekkan-Plateau etwa 50 km (Fahrtstrecke) südöstlich der Millionenstadt Pune; die Metropolregion von Mumbai ist ca. 200 km in nordwestlicher Richtung entfernt. Das Klima ist meist trocken und warm; Regen (ca. 750–1200 mm/Jahr) fällt hauptsächlich in der sommerlichen Monsunzeit.

## Bevölkerung
| Jahr      | 1991  | 2001   | 2011   |
| Einwohner | 7.758 | 12.000 | 14.515 |

Ca. 91,5 % der Einwohner sind Hindus und knapp 7 % sind Moslems; der Rest verteilt sich auf andere Religionen (Buddhisten, Sikhs, Jains, Christen). Der Anteil der männlichen Bevölkerung ist nur geringfügig höher als der weibliche.

## Wirtschaft
Die Landwirtschaft im Umland der Stadt bildet die Grundlage für die Ernährung der Bevölkerung. Neben Getreide und Gemüse werden auch Zuckerrohr, Kurkuma und Ingwer angebaut. In der Stadt selbst haben sich Händler, Handwerker, Dienstleister und Tagelöhner aller Art angesiedelt.

## Geschichte
Die Stadt Jejuri lag an einem alten Handelsweg zwischen der Konkan-Küste und dem Dekkan-Hochland. Mehrere Hindu-Reiche beherrschten die Region bis zur Machtübernahme durch die Moguln im 17. Jahrhundert. Nach dem Tod Aurangzebs (1707) übernahmen die Marathen unter ihrem Anführer (chhatrapati) Shahu I. († 1749) und seiner Tante Tara Bai († 1761) – trotz innenpolitischer Streitereien – das Ruder. Der Peshwa Balaji Vishwanath (reg. 1713–1720) bestimmte die Stadt zeitweise zur Hauptstadt des Marathenreiches; diese wurde jedoch im Jahr 1720 nach Pune verlegt. Nach dem Dritten Marathenkrieg übernahmen im Jahr 1818 die Briten die Macht.

## Sehenswürdigkeiten

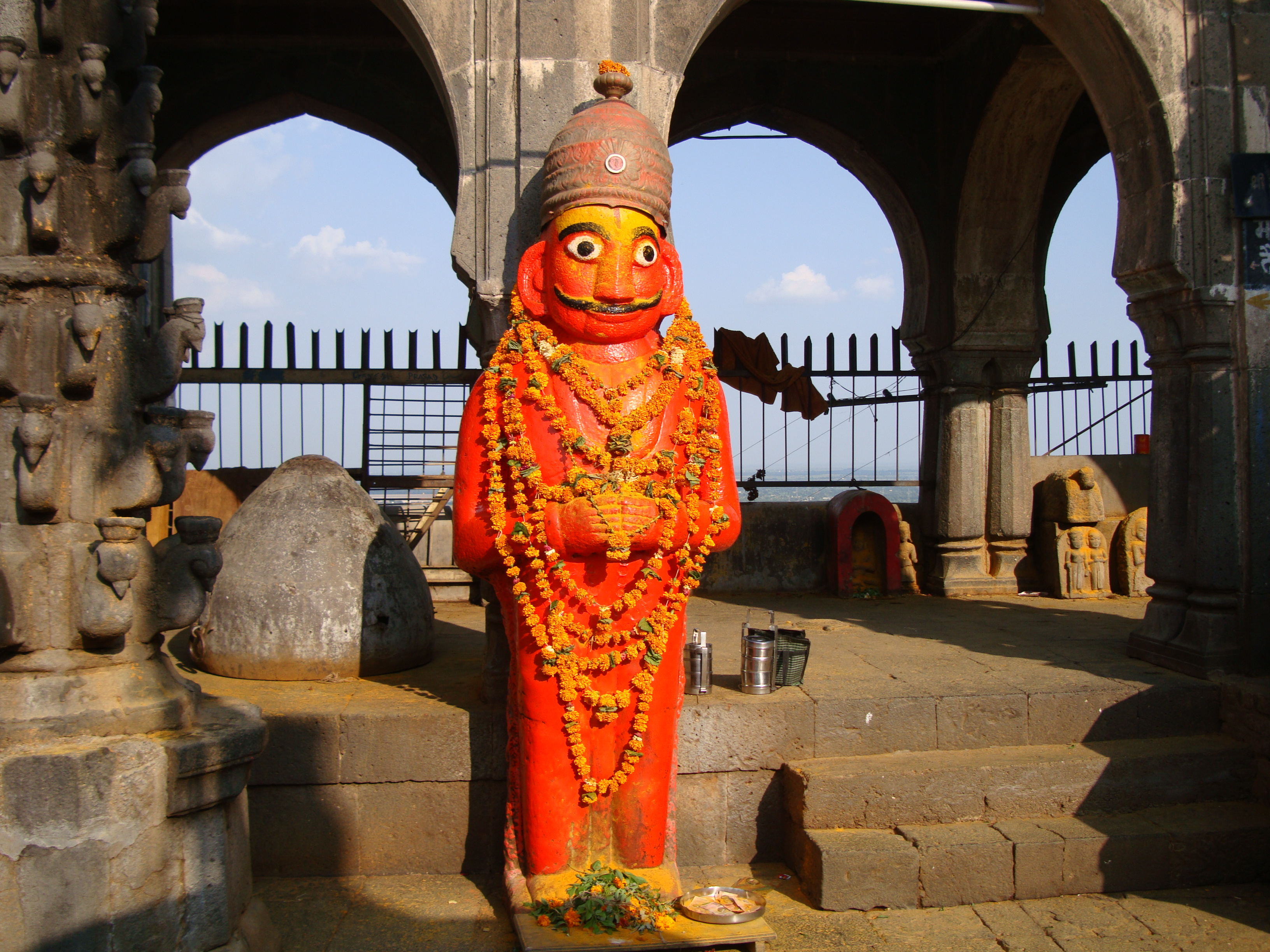
Jejuri – Mani-Statue am Tempel

Wichtigste Sehenswürdigkeit der Stadt ist der im 17. und 18. Jahrhundert von verschiedenen Marathenfürsten erbaute und etwa 2 km südwestlich der Stadt auf einem ca. 180 m hohen Hügel gelegene Khandoba-Tempel. Er erinnert an das Eingreifen Shivas in der Gestalt von Khandoba im Kampf gegen die beiden Dämonen (asuras) Malla und Mani. Die Architektur des Tempels erinnert einerseits an bengalische Tempel, doch lässt die mittlere Kuppel auch an islamische Vorbilder denken. Vor dem Tempel stehen vier, etwa 5 m hohe Steintürme, die gotischen Fialen ähneln; sie werden dipstambha genannt; ihre Funktion ist unklar.
Jedes Jahr im November findet das Bhandara-Festival statt, bei dem sich die Gläubigen mit ockergelbem Farbpulver bewerfen (siehe auch Holi). Die üblichen Opfergaben sind meist vegetarisch, doch gibt es in der Nähe des Tempels einen Opferplatz, an dem auch Tiere (Hühner, Ziegen) geopfert werden (siehe auch Dakshinkali-Tempel, Nepal).